# Losodokodon
Losodokodon (лат.) — вымерший род крупных хоботных из семейства мастодонты (Mammutidae). Описан в 2009 году Дэвидом Тэбом Расмуссеном и Мерседес Гутьеррес на основе окаменелостей, найденных в формации Эрагелейт в северо-западной Кении. Типовой и единственный вид в составе рода — Losodokodon losodokius, обитавший в позднем олигоцене, 27-24 млн лет назад. Род является морфологическим промежуточным звеном между раннетретичными и миоценовыми хоботными.

## Палеоэкология
В формации Эрагелейт вместе с Losodokodon обитали типичные для третичной Африки даманы, Arsinoitheriidae, примитивные хоботные, грызуны из семейства Thryonomyidae, креодонты Pterodon и из семейства Proviverridae, узконосые обезьяны и антракотериевые. Там же обитал Mioprionodon — древнейший представитель отряда хищных (Carnivora) на территории континента.
Изучение изношенности зубов показывает, что Losodokodon питался в основном листьями, мягкими побегами или плодами древесных растений.